# RAN-11L/X
RAN-11L/Xは、イタリアのセレニア（現：アレーニア・アエロナウティカ）とSMA社が小型艦艇向けに開発した対空・対水上捜索両用の2次元レーダーである。
送信機はXバンド用とLバンド用の2種類が使用されている。Xバンド用にはSMA社のMM/SPQ-2 レーダーの物を流用しているが、Lバンド用のものは、パルス圧縮機能を有する新型が使われている。また、後に、Lバンド用の送信機の出力を送信尖頭電力1.1kWに向上させた改良型として、RAN-12L/Xも実用化された。
なお、アンテナとしてはパラボラアンテナが用いられているが、その反射板は、上半分がメッシュ型、下半分がソリッド型という珍しい形態とされた。このうち、メッシュ型の部分はLバンドのみを反射する。

## 搭載艦
RAN-11L/X
 イタリア海軍
- ルポ級フリゲート
- マエストラーレ級フリゲート

 スペイン海軍（メロカ CIWSの目標捕捉レーダーとして使用）
- 軽空母「プリンシペ・デ・アストゥリアス」
- サンタ・マリア級フリゲート

 ベネズエラ海軍
- マリスカル・スクレ級フリゲート

 ペルー海軍
- カルバハル級フリゲート

 リビア海軍
- ワディ・ムラク級コルベット

RAN-12L/X
 イタリア海軍
- アルティリエーレ級（ソルダティ級）フリゲート

 イラク海軍
- ムーサ・イブン・ヌサイル級コルベット

 スペイン海軍（メロカ CIWSの目標捕捉レーダーとして使用）
- バレアレス級フリゲート（メロカ CIWSと共に後日装備）
- サンタ・マリア級フリゲート（RAN-11L/Xより換装）

 マレーシア海軍
- ラクシュマナ級コルベット